# Biondia microcentra
Biondia microcentra là một loài thực vật có hoa trong họ La bố ma. Loài này được (Tsiang) P.T.Li mô tả khoa học đầu tiên năm 1991.